# Воробьёв, Андрей Сергеевич (генерал-майор)
Андре́й Серге́евич Воробьёв (30.11.1861 — 18.01.1917) — русский генерал-майор, участник русско-японской войны, герой Первой мировой войны. Из дворян Воробьёвых. Точная принадлежность ветви дворян Воробьёвых до настоящего времени пока не установлена.

## Военная карьера
Получил домашнее образование. Позже окончил Одесское пехотное юнкерское училище. На службу вступил 10.05.1879.
- прапорщик — 26.10.1882
- подпоручик — 30.08.1884
- поручик — 30.08.1888
- штабс-капитан — 15.03.1895
- капитан — 06.05.1900. Участник русско-японской войны 1904-05 гг. Командовал ротой, батальоном.
- подполковник — 18.02.1905; за боевые отличия.
- полковник — 06.12.1910. На 01.03.1914 в 52-м пехотном Виленском полку. Участник Первой мировой войны. Переведён в 49-й пехотный Брестский полк (21.07.1914). Командир 245-го пехотного Бердянского полка[1].
- генерал-майор — 23.07.1916. Командир бригады 65-й пехотной дивизии (с 23.07.1916)[2]. Умер в действующей армии. 03.02.1917 исключён из списков умершим.

В чине полковника награждён орденом Св. Георгия 4-й степени (24.05.1916).

## Награды
Ордена:
- Орден Святой Анны 4-й степени (1905)
- Орден Святой Анны 3-й степени с мечами и бантом (1905)
- Орден Святого Владимира 4-й степени с бантом (1907)
- Орден Святого Станислава 2-й степени (1909)
- Орден Святой Анны 2-й степени (1912)
- Орден Святого Владимира 3-й степени с мечами (29.03.1915)
- Орден Святого Георгия 4-й степени (24.05.1916)